# Новосайраново
Новосайраново (баш. Яңы Сайран) — деревня в Чишминском районе Республики Башкортостан Российской Федерации. Входит в состав Новотроицкого сельсовета. 

## География

### Географическое положение
Расстояние до:
- районного центра (Чишмы): 23 км,
- центра сельсовета (Новотроицкое): 3 км,
- ближайшей ж/д станции (Чишмы): 23 км.

## Население
| 2002 | 2009 | 2010 |
| ---- | ---- | ---- |
| 32   | ↘23  | ↗24  |

Национальный состав
Согласно переписи 2002 года, преобладающая национальность — татары (91 %).